# Museum für Gegenwartskunst Metelkova
Das Museum für Gegenwartskunst Metelkova (slowenisch Muzej sodobne umetnosti Metelkova, MSUM) ist das slowenische Nationalmuseum für zeitgenössische Kunst in Ljubljana. Das Gebäude wurde vom Architekten Samo Groleger entworfen und 2011 eröffnet. Die Einrichtung ist Bestandteil des Slowenischen Museums für Moderne Kunst.

## Gebäude

Museum für Gegenwartskunst Metelkova Ljubljana

Das Museum für Gegenwartskunst befindet sich zusammen mit drei weiteren Museen im Komplex der ehemaligen Belgischen Kaserne in der Laibacher Metelkova-Straße im Stadtbezirk Center. Von allen Ornamenten befreit, ist die Außenwand des Museums frei von allen gestalterischen Tendenzen. Es stellt einen weißen, neutralen Hintergrund für die in ihm  enthaltenen Artefakte dar.

## Sammlungen
Im MMSUM werden Avantgarde-Kunst, ein Teil der internationalen Kollektion Arteast 2000+ sowie Werke slowenischer Künstler aus der Nationalsammlung gezeigt. Die Kollektion Arteast 2000+ erzählt von der teilweise ignorierten und oftmals zensierten Kreativität der Künstler des ehemaligen Ostblocks.